# Midway Airlines (1976—1991)
Midway Airlines (с англ. — «Мидуэйские авиалинии» или «Авиалинии [аэропорта] Мидуэй») — американская бюджетная авиакомпания, основанная в 1976 году. Была названа в честь своего базового аэропорта Мидуэй, расположенного всего в 8 милях (13 км) от центра Чикаго (Иллинойс), так как и создавалась с целью вернуть ему популярность, утраченную после открытия аэропорта О’Хара.
Будучи основанной до Закона о дерегулировании (1978), Midway Airlines начала осуществлять свою деятельность только в 1979 году, в связи с чем иногда считается первой авиакомпанией-стартапом, появившейся после принятия данного закона. В 1991 году из-за экономических проблем объявила о банкротстве и была упразднена.

## Предыстория
После окончания Второй мировой войны в США начался стремительный рост пассажирских авиационных перевозок, а следовательно и числа рейсов. И тут возникла ситуация, когда Чикаго, который был третьим среди крупнейших городов страны, обслуживался только одним аэропортом — Мидуэй (англ. Midway International Airport, получил название в 1949 году в честь битвы за Мидуэй), который быстро стал самым перегруженным аэропортом не только в стране, но и в мире. Для исправления ситуации военные передали властям города аэродром Орчард, на котором было начато строительство нового аэропорта, получившего в 1949 году имя «О’Хара» (англ. O'Hare International Airport). О’Хара был открыт в 1955 году, а с 1959 года крупные авиаперевозчики стали переводить в него свои хабы, так как новые дальнемагистральные реактивные лайнеры Boeing 707 и Douglas DC-8 не могли садиться в Мидуэе из-за недостаточной длины ВПП. В результате последний стал быстро терять клиентов и если ещё в апреле 1957 года из него в день выполнялись 414 рейсов, то в августе 1966 года их уже было лишь 4 (все — Boeing 727 компании United). Начатая в 1967 году реконструкция аэропорта позволила было вернуть ему популярность, в том числе в декабре 1970 года он в день принимал уже 86 рейсов, но в августе 1974 года их число сократилось до 14.
Неспособность Мидуэя принимать большие авиалайнеры отталкивала от него в первую очередь крупных перевозчиков. Что до региональных рейсов, то они были прежде всего завязаны на дальние, а потому, для удобства пассажиров, выполнялись в тот же самый аэропорт — О’Хара, в связи с чем региональные перевозчики также не были заинтересованы в использовании старого аэропорта. В то же время у аэропорта Мидуэй имелся козырь перед О’Харой — он был гораздо ближе к центру Чикаго, а потому доступней; к тому же меньшие размеры позволяли ускорить попадание пассажиров в самолёты. Что до длины ВПП, то пусть она и не позволяла принимать большие лайнеры, зато её могли использовать самолёты поменьше — Boeing 727, 737, Douglas DC-9 и более лёгкие. При этом сборы в данном аэропорту были ниже, а значит можно было снизить и тарифы на перевозки, что привлекало клиентов.

## История

### Первые годы
В середине 1970-х Ирвинг Т. Тэгью (англ. Irving T. Tague), который в прошлом был исполнительным директором региональной Hughes Air West, разработал бизнес-план по созданию авиакомпании-лоукостера, которая бы в качестве базового аэропорта использовала Мидуэй. Тэгью при этом оглядывался прежде всего на лоукостера Southwest Airlines, который базировался в аэропорту Лав-Филд города Даллас (Техас); данный аэропорт как и Мидуэй также был расположен относительно недалеко от делового центра своего города и не использовался крупными перевозчиками. Одним из инвесторов выступил Кеннет Т. Карлсон (англ. Kenneth T. Carlson), а позже присоединился и Уильям Б. Оуэнс (англ. William B. Owens). 13 октября 1976 года была основана авиакомпания, названная в честь аэропорта Мидуэй — Midway Airlines. Далее был отправлен запрос в Совет по гражданской авиации на получение разрешения выполнять регулярные рейсы из Чикаго в соседние крупные города. Когда данное разрешение было выдано, новая компания столкнулась с тем, что мало кто был заинтересован вкладывать в неё свои финансы; не удалось привлечь и крупные банки из Чикаго. При этом пока производился поиск инвесторов, в октябре 1978 года правительством был подписан «Закон о дерегулировании авиакомпаний», тем самым в авиационную индустрию страны вошёл свободный рынок.
Лишь к 1979 году Midway Airlines благодаря частным инвесторам смогла собрать первоначальный капитал в размере $5,7 млн, после чего удалось договориться с компанией Trans World Airlines и в сентябре-октябре взять у неё в аренду три Douglas DC-9-10 (борты N1056T, N1066T и N1067T). 31 октября того же года новый лоукостер стал выполнять ежедневные рейсы из Чикаго в Детройт, Канзас-Сити и Кливленд, при этом в своих рекламах он использовал слоган «Поцелуйте на прощание О’Хару» (англ. Kiss O'Hare good-bye). Расположившись в прежде тихом аэропорту, Midway оберегла себя от конкурентов, что было актуально для молодой компании, имевшей на тот момент штат из 200 человек, а транспортная доступность старого аэропорта и отсутствие в нём суеты, по сравнению с расположенным на другом конце города новым, да ещё в сочетании с низкими ценами на билеты, активно привлекали пассажиров. В 1980 году флот пополнился ещё пятью DC-9-15, а в сеть маршрутов были включены Нью-Йорк (Ла-Гуардия), Вашингтон (Национальный аэропорт), Сент-Луис и Миннеаполис; полёты в последний однако довольно скоро прекратились из-за нерентабельности. Также в 1980 году в Кливленде был размещён хаб, занимающийся техническим обслуживанием.

### Президентство Артура Басса
В 1981 году, согласно расписанию, лайнеры Midway уже летали также в Бостон, Омаху и Филадельфию. В 1982 году компанию возглавил Артур К. Басс (англ. Arthur C. Bass), ранее 10 лет проработавший в грузовой Federal Express, по инициативе которого в 1983 году в ходе ребрендинга изменилась ливрея самолётов, при этом название компании стало заметно крупнее. В 1983 году флот пополнился двумя новыми DC-9-81 (MD-81) (борты N10028 и N10029), которые имели увеличенную пассажировместимость. Также 20 июня в качестве эксперимента была запущена услуга Midway Metrolink, направленная на обслуживание бизнес-клиентов, для чего на нескольких DC-9 салон переделали только на бизнес-класс с кожаными сидениями, расположенными по поперечной схеме 2+2. Данные авиалайнеры выполняли полёты между такими городами, как Чикаго, Миннеаполис, Топика, Канзас-Сити, Нью-Йорк, Ньюарк, Уайт-Плейнс, Филадельфия, Вашингтон, Кливленд и Детройт. Однако вскоре выяснилось, что заполняемость таких рейсов была недостаточная для их окупаемости, а сама данная идея привела к тому, что за 1984 и 1985 годы компания потеряла $37 млн. В 1985 году от услуги Midway Metrolink отказались, после чего салоны данных самолётов были переделаны в двухклассовую компоновку с поперечным расположением сидений по схеме 3+2.
В октябре 1984 года Midway за $53 млн приобрела акции обанкротившейся бюджетной авиакомпании Air Florida из Майами, после чего на её основе создала дочернюю Midway Express. Новая компания при этом переняла от бывшей флоридской код ИКАО (FLA) и позывной (Palm), а её первоначальный флот составили три Boeing 737-2T4 из флота последней. Midway Express выполняла рейсы из Чикаго, Вашингтона, Далласа и Детройта в следующие курорты Флориды и Карибского региона: Майами, Орландо, Тампа, Уэст-Палм-Бич, Форт-Лодердейл, Санта-Крус и Сент-Томас. К 1986 году флот дочерней компании состоял уже из семи B737, когда она была слита с основной.

### Начало президентства Хинсона
Неудачи с Metrolink привели к тому, что в феврале 1985 года на место 53-летнего Артура Басса пришёл 51-летний Дэвид Рассел Хинсон (родился 2 марта 1933 года), который работал в Midway Airlines с 1978 года и был одним из её первых инвесторов, а до этого проработал в таких компаниях, как United Air Lines, Northwest Airlines, West Coast Airlines и Air West/Hughes Airwest. С новым руководством была прежде всего закрыта убыточная услуга Metrolink, а также проданы (компании PSA) оба MD-81, что позволило чуть повысить заполняемость остальных лайнеров, а значит и повышена их доходность. Кроме того, были снижены расходы и пересмотрено расписание полётов, при этом в последнем упор был сделан прежде всего на хаб в Чикаго. Вообще в середине 1980-х пассажиропоток Midway Airlines рос в среднем на 30 % в год, а к 1986 году среди авиакомпаний страны она занимала 14-е место с годовой выручкой в $261,4 млн и штатом 3000 человек.
В 1986 году Midway Airlines приобрела у USAir её дочернюю Fischer Brothers Aviation для местных воздушных перевозок, а тажке заключила соглашения с такими компаниями, как Canadian Airlines, VARIG и Air New Zealand. В ноябре 1986 года произошло банкротство небольшой компании Chicago Air, которая выполняла в аэропорт Мидуэй региональные рейсы, но проработала фактически меньше года. В данной ситуации Midway Airlines для возвращения региональных перевозок в свой основной аэропорт была вынуждена создать собственную региональную авиакомпанию — Midway Connection (с англ. — «Связь с [аэропортом] Мидуэй»). Данная компания начала выполнять полёты с 15 июня 1987 года и обслуживала Средний Запад, при этом базируясь в Спрингфилде (Иллинойс). Её первоначальный флот состоял из семи Dornier Do 228, а штат — из 21 сотрудника; при этом под данной маркой работала ещё одна дочерняя компания Midway — Iowa Airways (с англ. — «Воздушные трассы Айовы»), флот которой состоял из пяти Embraer EMB-110P1 . Через несколько лет под маркой Midway Connection летал флот из 25 самолётов, а штат насчитывал 125 сотрудников.

### Экспансия на восток
В 1986 году Midway начала обновление своего воздушного флота, приобретая уже новые самолёты, в том числе два Boeing 737-2K9 и три 737-25A, а также заказала восемь McDonnell Douglas MD-87. В 1988 году авиалайнеры компании стали выполнять рейсы ещё в 8 городов, а всего из аэропорта Мидуэй она выполняла в день 116 рейсов, плюс ещё 75 рейсов под маркой Midway Connection. Общая выручка в данном году составила $412 млн, хотя чистая прибыль была лишь $6,8 млн. В 1989 году казалось бы осторожный Хинсон начал активно расширять компанию, в том числе в марте заказав сразу 37 самолетов MD-87 на $900  млн. Для выхода на восточное побережье в июне был выигран тендер на активы обанкротившейся Eastern Air Lines стоимостью $206,5 млн, которые включали в себя хаб в Филадельфии, маршруты из Филадельфии в Торонто и Монреаль (Канада) и 16 самолётов Douglas DC-9-31. Компания планировала выполнять из Филадельфии 75 рейсов в день, однако, начав в ноябре эксплуатацию нового хаба, она столкнулась с жёсткой конкуренцией со стороны USAir, у которой также был хаб в Филадельфии. Всего же за данный год лайнеры Midway Airlines налетали 10,1 млрд пассажиро-километров — это был максимальный показатель за всю историю компании.
Произошедшее в августе 1990 года вторжение Ирака в Кувейт и последовавшая затем Война в Персидском заливе привели к росту цены на нефть, а следовательно и на авиакеросин, что в свою очередь повысило расходы на воздушные перевозки. И тут проявилась «ахиллесова пята» «авиакомпании из Мидуэя» — её флот был преимущественно из самолётов старых моделей, в том числе Boeing 737 «Original» (тогда как остальные крупные перевозчики уже преимущественно перешли на «Classic») и DC-9-30, которые не были экономичными, а потому и себестоимость перевозок оказывалась выше. С учётом жёсткой конкуренции и тарифных войн, это привело к тому, что Midway Airlines начала нести убытки, а всего за первую половину года было потеряно $34 млн. В связи с этим компания была вынуждена объявить о сокращении штата, который на тот момент насчитывал 6300 сотрудников, на 8 %. Особенно острая ситуация была в Филадельфии, где конкуренция с USAir привела к тому, что в августе Midway прекратила полёты в данный аэропорт, а в октябре продала сопернику свой хаб и 11 мест за $67,5 млн (притом, что в прошлом году приобрела его за $100 млн) и уволила ранее работавших в нём 800 человек.

### Банкротство
В следующем 1991 году ситуация только ухудшилась, так как к росту цен на топливо добавился спад пассажиропотока — люди стали бояться летать, опасаясь терактов. В результате 26 марта Midway Airlines была вынуждена на основании главы 11 Кодекса США подать заявление о банкротстве. С начала года это была уже третья авиакомпания, после Eastern Air Lines и Pan American World Airways, заявившая о своём банкротстве. При этом руководство Midway считало, что благодаря реорганизации компания, которая на тот момент имела флот из 44 самолётов и штат из 4300 сотрудников, сможет выйти из банкротства и восстановить деятельность. Для экономии средств, авиаперевозчик в июле был вынужден изменить ливрею для поступающих новых самолётов — они больше не окрашивались в белый цвет, а красный рисунок наносился прямо на серебристый фюзеляж; данное решение должно было помочь сэкономить на окраске одного самолёта около $20 тыс. Также были начаты переговоры с крупной компанией Northwest Airlines, по результатам которых последняя согласилась приобрести лоукостера за $170 млн; в октябре данную сделку одобрил Суд по делам о банкротстве. Однако затем руководство Northwest заявило, что руководство Midway на самом деле скрывает истинную финансовую ситуацию, занижая убытки на 13 % и завышая доходы на 25 %.
13 ноября компания Northwest Airlines сообщила, что выходит из сделки. Midway Airlines на тот момент занимала 12-е место среди крупнейших авиакомпаний страны, но имела долг в размере $40 млн, который после разрыва сделки уже никак не могла погасить, в связи с чем была вынуждена 14 ноября 1991 года на основании главы 7 Кодекса США объявить о прекращении полётов. Достаточно скоро авиакомпания Southwest Airlines заняла освободившийся хаб в аэропорту Мидуэй и наняла более 400 сотрудников из бывшей Midway. Бывший глава «Мидуэйских авиалиний» Дэвид Рассел Хинсон в 1993 году был назначен главой Федерального управления гражданской авиации.

## Происшествия
В истории собственно Midway Airlines не было ни одного происшествия или инцидента.